# Tsieskadas Suolojavri
Tsieskadas Suolojavri eller Tsheskadasjävri är en sjö i Finland. Den ligger i kommunen Utsjoki i landskapet Lappland, i den norra delen av landet, 1 000 km norr om huvudstaden Helsingfors. Tsieskadas Suolojavri ligger 258 meter över havet. Arean är 24,8 hektar och strandlinjen är 4,89 kilometer lång. Sjön  ingår i Tana älvs huvudavrinningsområde.   Omgivningarna runt Tsieskadas Suolojavri är i huvudsak ett öppet busklandskap.